# チェ・ヒョンジョン
チェ・ヒョンジョン（ハングル表記：최현정、1979年6月8日 - ）は、韓国のアナウンサー。

## 学歴
- 延世大学校 英語英文学科卒業

## 経歴
- 2002年 原州MBC アナウンサー
- 2004年 MBC 気象キャスター
- 2005年 - 2015年 MBC アナウンサー